# Oskar Löfkvist
Johan Oskar Löfkvist, född 27 september 1980, är en svensk skådespelare. Han har spelat pojken Bertil i Astrid Lindgrens Nils Karlsson Pyssling (1990) och Aron i Beck – Lockpojken (1997). Löfkvist arbetar åt Cirkus Cirkör. Han var även med i en reklamfilm för Sockerbolaget i början av 90-talet.

## Filmografi
- 1997 – Beck – Lockpojken (Aron)
- 1990 – Nils Karlsson Pyssling (Bertil)

## Teater

### Roller (ej komplett)
| År   | Roll      | Produktion                     | Regi          | Teater   |
| ---- | --------- | ------------------------------ | ------------- | -------- |
| 1994 | Officeren | Ett drömspel August Strindberg | Robert Lepage | Dramaten |